# Artrosi cervicale
L'artrosi cervicale, detta anche cervicartrosi o spondilosi cervicale è una patologia degenerativa del rachide cervicale, in particolare una forma di spondiloartrosi delle vertebre cervicali. La degenerazione dei dischi intervertebrali cervicali inizia fisiologicamente nella quinta-sesta decade della vita - ma si verifica anche prima per motivi svariati - ed è accompagnata da deformazioni ipertrofiche delle vertebre cervicali, che restringono il canale midollare e comprimono i nervi, limitando la mobilità della colonna e provocando dolore locale. In caso di artrosi si verifica la perdita della cartilagine, e fenomeni di usura dell'osso.
La produzione eventuale di ossificazione e osteofiti (anche i cosiddetti becchi e speroni), dovuta all'infiammazione, può causare una diminuzione del diametro dei forami vertebrali, e ciò predispone ad un eventuale sindrome compressiva o anche ad un'irritazione nervosa (radicolite), fino alla mielopatia spondilitica dovuta a stenosi del canale spinale; la stenosi spinale ha come sintomi anche una moderata tetraparesi, ossia difficoltà neurologiche caratterizzate da diversi disturbi di forza muscolare (ipostenia) e deficit sentitivi (parestesie, dolori) da lievi a gravi, ai danni principalmente delle attività del sistema nervoso periferico.
Essa è una patologia tipica dell'età matura, dovuta all'usura dei dischi vertebrali, nel caso colpisca i giovani è detta artrosi cervicale precoce ed è causata da traumi, malattie come l'artrite o fattori genetici. Se coinvolge altri punti della colonna vertebrale diventa artrosi cervicale-lombare o spondiloartrosi.
Anche l'artrosi cervicale ha le stesse cause e tipologie della comune artrosi. L'artrosi secondaria è dovuta all'invecchiamento e colpisce dai 55 anni in su, mentre l'artrosi primaria colpisce da 40 anni in poi per diversi fattori come obesità, malattie e lavori usuranti. L'artrosi da traumi della colonna vertebrale può colpire a qualunque età, ed è dovuta ad un trauma fisico che ha danneggiato i dischi vertebrali, e spesso si ha presenza di posture scorrette; in seguito all'incidente fisico, dopo un periodo di tempo variabile si sviluppa l'artrosi, che può estendersi lentamente tramite la perdita della cartilagine articolare e le conseguenze tipiche della patologia.

## Epidemiologia
L'incidenza è molto alta per quanto riguarda gli anziani di entrambi i sessi, mentre consiste un fattore di rischio per le patologie quali l'artrite reumatoide, la scoliosi ed alcuni tipi di traumi. La spondilosi cervicale può manifestarsi anche prima dei 20 anni di età, in alcuni casi specifici.

## Eziologia
La causa scatenante è da ritrovarsi in una progressiva e lenta erosione della cartilagine che ricopre le articolazioni della persona che si trova sotto carico.
Le cause effettive della degenerazione artrosica primaria possono essere le più svariate; i fattori di rischio più rilevanti sono l'età avanzata (anche se può colpire anche prima dei 20 anni di età), i lavori sedentari, gli errori posturali, la pratica di sport particolarmente traumatici, attività lavorative particolarmente pesanti, attività lavorative che comportano posizioni fisse per periodi di tempo particolarmente lunghi, lesioni da trauma da flesso-estensione del rachide cervicale (come il cosiddetto "colpo di frusta"), fattori genetici, l'artrite, la scoliosi e la cifosi. L'artrosi secondaria può derivare da diverse patologie, come la sindrome di Ehlers-Danlos, malattia genetica del tessuto connettivo.
La patologia tende a peggiorare con l'avanzare del tempo, anche se non in maniera rapida, e può coinvolgere le strutture nervose o vascolari che originano dal tratto cervicale causando forte dolore diffuso (si parla in questi casi di cervicobrachialgie) o fenomeni di stenosi arteriosa presso il canale vertebrale, o all'ispessimento del legamento giallo.
Nei casi più seri, tutto questo può essere fortemente limitante. Il freddo e le condizioni ambientali, come la forte umidità, possono peggiorare i sintomi.

## Diagnosi
Occorre la visita ortopedica, ed eventualmente radiografie o risonanza magnetica nucleare; in aggiunta può rendersi utile una visita neurologica e, in taluni casi, se i sintomi sono stati improvvisi o particolarmente incerti, un'elettromiografia.

### Diagnosi differenziale
La diagnosi differenziale comprende l'esclusione di patologie varie come la sindrome del tunnel carpale, l'artrite, la fibromialgia, la sclerosi multipla, l'ernia del disco, la spondilite, le miopatie, la miastenia gravis, la presenza di masse nel midollo spinale, la sclerosi laterale amiotrofica (e ogni malattia del motoneurone) e molte patologie neuromuscolari o muscolo-scheletriche varie, da lievi a gravi.

## Sintomatologia
I sintomi e segni riscontrabili sono sommariamente:
- cefalea/cervicalgie
- dolore al collo
- dolore generalizzato o irradiato (cervicobrachialgia)
- vertigini
- rigidità articolare della cervicale
- perdita del controllo degli sfinteri
- debolezza muscolare specie agli arti superiori, fatica, astenia
- Parestesia
- Iperreflessia degli arti inferiori e spasmi, con possibile segno di Babinski positivo (in caso di sofferenza midollare)

Essi sono dovuti alla compressione delle radici nervose e del midollo, che può comportare nei casi gravi a mielopatia spondilitica cronica e/o a radicolopatia; essi sono in realtà molti di più. Esiste infatti una gamma estremamente ampia di sintomi, dovuta al fatto che dalla cervice passano la maggioranza dei nervi.
I primi sintomi che compaiono: dolore al collo (cervicalgie), torcicollo, sensazione di avere "sabbiolina" tra le vertebre, dolore a girare il capo a destra e sinistra, dolore nel piegare il capo verso lo sterno, rigidezza generale del capo, indolenzimento delle spalle e della schiena, ipercifosi.
Come sintomi neurologici iniziali si possono presentare: sensazione di vertigine nei cambiamenti di posizione (da sdraiato a eretto), crisi vertiginose episodiche, sensazione d'instabilità stando in piedi a occhi chiusi, e  in generale leggeri o episodici disturbi dell'equilibrio, parestesia (formicolii, sensazioni di calore) alle dita (soprattutto quando a letto il braccio sta piegato sotto il collo) e in varie parti del corpo, alterazioni di sensibilità, intorpidimento, rigidità facciale, emicrania e cefalea, nevralgia su vari nervi (in particolare nevralgia del trigemino), disturbi visivi come diplopia, disturbi dell'udito come acufeni (ronzii a un orecchio), disturbi del sonno, leggeri tremori muscolari.
In stadi successivi possono presentarsi rumori e schiocchi dovuti alla formazione di ossificazioni e osteofiti, dolore irradiato dal collo al braccio (cervicobrachialgia), nella regione scapolare fino alla mano e alle dita, sindrome dell'articolazione temporo-mandibolare (disordini craniomandibolari).
Negli stadi avanzati si verifica la compressione del midollo spinale o delle radici nervose (mielopatia). In tale condizione la sintomatologia presenta gravi fascicolazioni, deficit netti di forza alle braccia, cervicobrachialgia severa, ipostenia anche improvvisa (e possibili cadute), perpetua sensazione di vertigine, grave alterazione della deambulazione, perdita del controllo degli sfinteri, paralisi muscolari, atrofia muscolare, crampi, problemi respiratori, pseudo-miotonia.
Altri disturbi, più o meno gravi, possono comparire a causa della sofferenza del nervo vagocome: acidità di stomaco, crampi, difficoltà di deglutizione (lieve disfagia), nausea e salivazione abbondante, vomito, tachicardia, ipotensione, collasso, sincope/lipotimia, gastrite, malattia da reflusso gastroesofageo.
Più rara l'ischemia vertebro-basilare (transitoria), negli anziani possibile l'insufficienza arteriosa.
Infine disturbi psichiatrici secondari al dolore cronico (soprattutto se non adeguatamente trattato e in soggetti predisposti) sono: (disturbi dell'umore, ansia, distimia, disforia), iperalgesia (percezione del dolore sproporzionata al reale danno fisico), logoramento delle relazioni sociali e familiari, riduzione della compliance alle terapie fisiche.

## Prognosi
Può evolvere in mielopatia cervicale spondilogenetica, una patologia progressiva e invalidante, che si manifesta con gravi difficoltà di deambulazione, atrofia muscolare e incontinenza urinaria, a causa della relativa lesione spinale. In tal caso la chirurgia è necessaria.
In caso di presenza di altre patologie le persone con artrosi cervicale possono sviluppare sindrome del colon irritabile, fibromialgia e forme di sindrome da fatica cronica.. In tal caso psicoterapia e psicofarmaci sono necessari.

## Terapia
Le terapie di base restano la fisioterapia e il movimento fisico in generale. Al fine di consentirle al paziente, spesso è necessaria una terapia farmacologica a scopo analgesico e antinfiammatorio.
La terapia di prima linea è l'utilizzo anche in cronico di paracetamolo (3mg/die da dividersi in tre somministrazioni al giorno) a cui si aggiungono, in caso di esacerbazione della sintomatologia, gli antinfiammatori (FANS o cortisone in stadi più avanzati della malattia somministrati per periodi che vanno da un minimo di 2 settimane in forme lievi a un massimo di 8 settimane) e analgesici (oppiacei in caso di dolore severo e le benzodiazepine in caso di dolore lieve o moderato, agitazione e iperalgia, dati anche in combinazione). In presenza di contrattura della muscolatura del collo sono efficaci i miorilassanti ad azione centrale (ad esempio l'eperisone) e le benzodiazepine.
L'utilizzo di oppiacei e benzodiazepine resta comunque indicato solo per periodi limitati di tempo, onde evitare assuefazioni.
Il dolore cronico se mal gestito o in alcuni pazienti psicologicamente predisposti conduce verso indolenza nei confronti della fisioterapia e di ogni attività in genere, oltre che un generale degrado della vita sociale, lavorativa e dei rapporti famigliari, spesso non proporzionati in relazione al reale danno fisico. In presenza di tale condizione, chiaramente configurabile come disturbo dell'umore secondario al dolore cronico, va usato ogni mezzo per riportare il paziente a una accettabile qualità della vita e a una più efficace cura di se stesso. Oltre che la psicoterapia, che deve guidare il paziente verso un ruolo attivo nella gestione della malattia, gli antidepressivi hanno grande efficacia anche grazie alla riduzione della percezione del dolore e la buona tollerabilità (soprattutto nel caso degli SSRI).
Per la riduzione del dolore, in combinazione ai già citati antidepressivi sono utili antiepilettici come il pregabalin (Lyrica), che risultano molto efficaci e ben tollerati dai pazienti.
Pazienti particolarmente trascurati o affetti da forme molto giovanili di artrosi arrivano a sviluppare mielopatia, che si manifesta con netti deficit focali, ipostenia alle gambe, perdita del controllo degli sfinteri, perenne senso di vertigine, incapacità nella deambulazione. Tale condizione è una urgenza chirurgica. L'intervento consiste nella decompressione delle radici nervose con l'asportazione delle formazioni osteofitosiche e allargamento del canale midollare (laminectomia). Il decorso della malattia può quindi ritornare benigno.